# Brunshöh
Brunshöh ist eine Hofschaft in Radevormwald im Oberbergischen Kreis im nordrhein-westfälischen Regierungsbezirk Köln in Deutschland.
Brunshöh liegt im Norden von Radevormwald in der Nähe der Ortschaft Oberönkfeld. Weitere Nachbarorte sind Hardt, Brunsheide und Rochollsberg. Der Ort ist über eine Seitenstraße der Bundesstraße 483 erreichbar, die von Radevormwald nach Schwelm führt.
Politisch im Stadtrat von Radevormwald vertreten wird der Ort durch den Direktkandidaten des Wahlbezirks 170.

## Geschichte
In der amtlichen topografischen Karte von 1892 bis 1894 ist die Hofschaft mit Namen „Brunshöh“ eingezeichnet.